# 伊琳娜·法爾科尼
伊琳娜·法爾科尼（英語：Irina Falconi，1990年5月4日—）是美國职业网球女运动员，2010年轉職業。她的WTA生涯最高單打排名為第63（2016年5月23日）。

## 外部連結
- 伊琳娜·法爾科尼的国际女子网球协会官方資料（英文）
- 伊琳娜·法爾科尼的國際網球總會 職業／青少年 官方資料（英文）
- Fed Cup - Player profile - Irina Falconi (USA) （页面存档备份，存于）